# Vincent Mouni
Pour les articles homonymes, voir Mouni.
Vincent Mouni, né le 22 janvier 2000, est un coureur cycliste burkinabé.

## Biographie
En 2023, il est médaillé de bronze du championnat d'Afrique du contre-la-montre par équipes mixtes.

## Palmarès

### Par années
- 2022
  - 2e du championnat du Burkina Faso sur route espoirs
- 2023
  -  Médaillé de bronze du championnat d'Afrique du contre-la-montre par équipes mixtes
  - 3e du championnat du Burkina Faso sur route
- 2024
  - 5e étape du Tour du Mali
  - 7e étape du Tour du Cameroun
  - 2e du championnat du Burkina Faso sur route

### Classements mondiaux
| Année                                 | 2023  | 2024  |
| ------------------------------------- | ----- | ----- |
| Classement mondial                    | 1384e | 1728e |
| UCI Africa Tour                       | 79e   | nc    |
|                                       |       |       |
| Légende : nc = non classéSource : UCI |       |       |